# Mary Rose
Die Mary Rose war ein englisches Kriegsschiff des 16. Jahrhunderts. Sie wurde 1509–1511 in Portsmouth gebaut. 1536 wurde sie modernisiert. 1545 sank die Mary Rose bei einem Seegefecht gegen die Franzosen im Rahmen des Italienischen Kriegs von 1542–1546 im Solent. Das gut erhaltene Wrack wurde 1982 geborgen und wird heute auf dem historischen Werftgelände im Hafen von Portsmouth ausgestellt.

## Bau

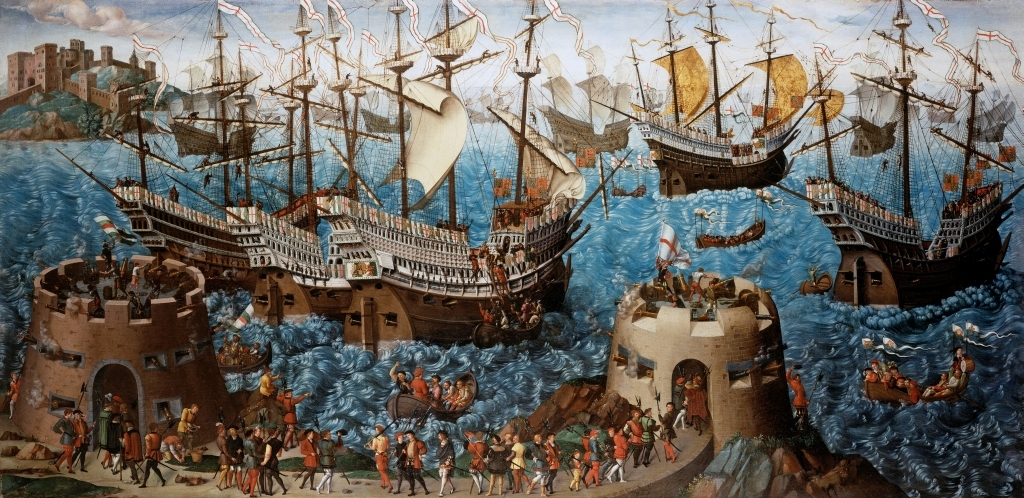
The Embarkation of Henry VIII at Dover, ein Bild aus dem Jahre 1540, das an die Reise von König Heinrich zum Camp du Drap d’Or 1520 erinnert

1510 wurde in Portsmouth mit dem Bau der Mary Rose begonnen, der Stapellauf erfolgte im Juli 1511. Sie wurde nach London geschleppt, wo die Takelage, das Deck und die Bewaffnung eingebaut wurden. Die Mary Rose wurde auch mit Fahnen, Flaggen und Bannern ausgestattet.
Der Bau eines derartig großen Kriegsschiffes war ein Projekt, für das beträchtliche Mengen an Eichenholz benötigt wurden. Da lediglich ein Drittel des Schiffes erhalten ist, kann die Menge nur mehr grob geschätzt werden. Man geht von 600 großen Eichen aus. Die großen Bäume waren in früheren Jahrhunderten in Europa und auf den britischen Inseln sehr verbreitet, im 16. Jahrhundert waren sie bereits rar. Deshalb musste das Holz aus ganz Südengland besorgt werden. Die größten benötigten Stämme waren in der Größe vergleichbar mit denjenigen, die in den größten Kathedralen des Hochmittelalters verwendet wurden. Eine noch nicht bearbeitete Planke wog so mehr als 300 kg, und ein Träger des Hauptdecks fast eine dreiviertel Tonne.

## Einsatzgeschichte
Ihren ersten Einsatz hatte die Mary Rose gegen die französische Flotte im Jahr 1512. Der Krieg der Heiligen Liga (1511–1513) zählte bereits zu den Italienischen Kriegen, in deren Verlauf die Mary Rose mehrfach gegen die französische Flotte eingesetzt wurde, so am 10. August 1512 in der Seeschlacht von Saint Mathieu, wo es der Mary Rose (als Flaggschiff von Lord High Admiral Edward Howard) gelang, die La Louise (teils auch als Petite Louise bezeichnet) unter René de Clermont, das Flaggschiff des französischen Geschwaders, zu beschädigen. Am 1. Juli 1522 war das Schiff maßgeblich an der Besetzung des bretonischen Hafenorts Morlaix beteiligt. In den Zwischenkriegszeiten war das Schiff lange Zeit der Reserveflotte zugeordnet, so zwischen 1514 und 1521 und von 1522 bis 1545, wobei das Schiff 1527 und 1536/37 modernisiert wurde. Nach einem erneuten Aufflammen der Kämpfe 1543 setzte England trotz des Friedens von Crépy 1544 seinen Kampf gegen Frankreich fort. Die als ein Flaggschiff des Vizeadmirals Sir George Carew aktivierte Mary Rose war an der daraus resultierenden Seeschlacht im Solent, einem Seitenarm des Ärmelkanals, beteiligt.

## Untergang
Eine von Claude d’Annebault kommandierte französische Flotte wurde im Verlauf der Italienischen Kriege an die Küste Großbritanniens entsandt und traf im Juli 1545 im Solent ein. Ihr Ziel war eine Invasion der Isle of Wight und die Zerstörung einer englischen Flotte, der die Mary Rose angehörte. Die englische Flotte wurde im Hafen von Portsmouth eingeschlossen. Am 19. Juli 1545 gegen Abend ging die Mary Rose beim Versuch eines Angriffs auf die französische Flotte plötzlich unter. Dabei kam ein Großteil der Besatzung ums Leben. Trotz dieses englischen Verlusts gab d’Annebault am 22. Juli 1545 seinen Invasionsversuch auf und kehrte nach Frankreich zurück.

### Gründe des Untergangs
Der Grund des Untergangs ist umstritten. Unmittelbar nach dem Unglück und in neuerer Zeit wurde meist argumentiert, das Schiff habe aufgrund mangelnder Stabilität Schlagseite bekommen und dadurch Wasser aufgenommen. An Deck des Schiffes befanden sich ca. 400 – 500 Personen. Außerdem waren die Stückpforten geöffnet. Vermutlich vergrößerte sich die Schlagseite durch ein Wendemanöver, möglicherweise zusätzlich verstärkt durch eine Bö. Aufgrund des Gewichts der schweren Kanonen und der zusätzlichen Besatzung lag das Schiff unter Umständen tiefer im Wasser als noch in früheren Jahren, so dass die offenen Stückpforten nur noch einen Meter über der Wasserlinie gelegen hätten – zu niedrig, um bei Schlagseite kein Wasser aufzunehmen. Diskutiert wurden auch Fehler in der Schiffsführung, eventuell sogar Befehlsverweigerung, was zu einem schlecht ausgeführten Wendemanöver geführt haben könnte. Auch eine wenige hundert Meter entfernte Untiefe könnte zu einem hastig ausgeführten Manöver geführt haben; allerdings könnte die sinkende Mary Rose auch absichtlich zur Untiefe gesteuert worden sein, um ein vollständiges Versinken zu verhindern.
Alternativ wurde ein französischer Kanonentreffer als Untergangsursache diskutiert. In zeitgenössischen Berichten wurde diese Ansicht nur von einem Franzosen vertreten. Neuerdings stellte aber Dominic Fontana, ein Geograph der University of Portsmouth, die These auf, das Schiff könnte knapp an der Wasserlinie getroffen worden sein und das einströmende Wasser habe die Schlagseite und letztlich den Untergang verursacht.
Mangels Zeugen und Hinweisen an der Mary Rose lässt sich der Grund des Untergangs nicht abschließend klären. Bekannt ist nur, dass das Schiff sehr schnell sank.

### Besatzung und Opferzahl
Die einzigen namentlich bekannten Besatzungsmitglieder waren Vizeadmiral Sir George Carew und Kapitän Roger Grenville. Man geht von etwa 185 Soldaten, 200 Seeleuten und 30 Kanonieren aus, die sich an Bord befanden. Es gibt unterschiedliche Angaben über Verluste. Eine Quelle gibt an, dass es bei etwa 500 Mann Besatzung nur 25 bis 30 Überlebende gab. Ein zweiter Augenzeugenbericht spricht von 35 Überlebenden bei etwa 700 Personen an Bord. Bei der Bergung des Wracks wurden Überreste von 179 Personen gefunden. Die hohe Opferzahl ist vermutlich teilweise der Tatsache geschuldet, dass über die oberen Decks der Mary Rose in der Mitte und am Heck des Schiffes Netze gespannt waren, um möglicherweise an Bord kommende (enternde) Gegner abzuwehren; diejenigen, die aus dem Schiffsinneren an Deck flohen, wären demnach unter den Netzen gefangen gewesen.

## Museum
Bereits kurz nach dem Untergang hatte man erfolglos versucht das Wrack zu heben. In den folgenden Jahrhunderten ging das Wissen um die Wrackposition verloren. 1836 entdeckten die Tauchpioniere Charles Anthony Deane und John Deane das Wrack wieder. Nach 1840, als die Brüder die Tauchgänge einstellten, ging die Position erneut verloren. Erst 1971 wurde die Stelle wiederentdeckt.

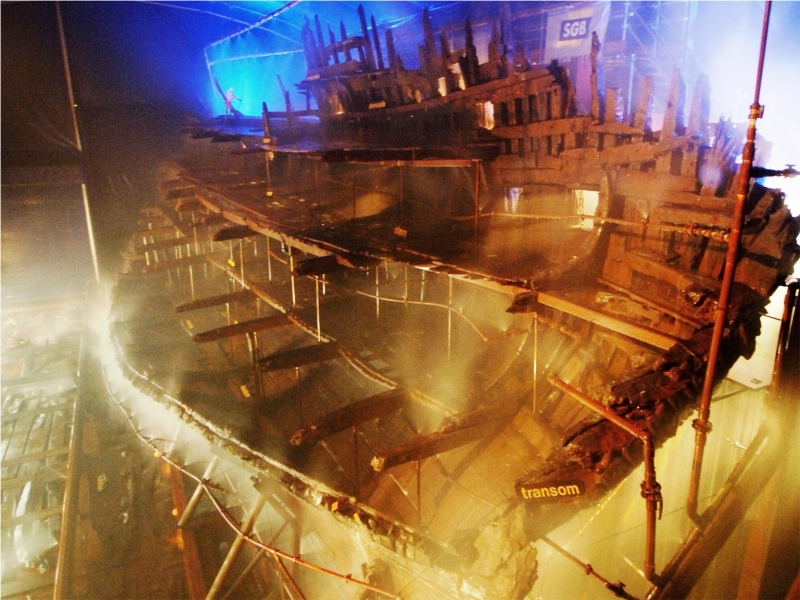
Wrack der Mary Rose im Konservierungsnebel

Im Jahr 1982 wurden große Teile des Wracks geborgen; Projektleiterin der Bergung war Margaret Rule. Am Abend des 11. Oktober trafen die Schiffsüberreste der gehobenen Mary Rose in Portsmouth ein, wo sie seitdem konserviert und ausgestellt werden. Um ein Austrocknen der Hölzer zu verhindern, wurde das Wrack seitdem in einen künstlichen Nebel aus Süßwasser und Polyethylenglycol gehüllt. Das Besprühen des Wracks wurde im April 2013 eingestellt und das Holz nun vier Jahre lang in einer Heißluftkammer getrocknet. Die Funde sind eine wichtige Quelle zur materiellen Kultur der frühen Neuzeit. Ende Mai 2013 eröffnete ein Museum, das ausgewählte Funde von der Mary Rose neben dem Wrack in einem neuen Gebäude auf dem historischen Werftgelände im Hafen von Portsmouth ausstellt. Das Museum zeigt eine Rekonstruktion von Teilen des Schiffs, die für Besucher zugänglich ist, um einen Eindruck von den Verhältnissen auf dem Schiff zu geben, neben Figuren, die von Fachleuten auf der Grundlage der gefundenen menschlichen Überreste rekonstruiert wurden.

## Funde

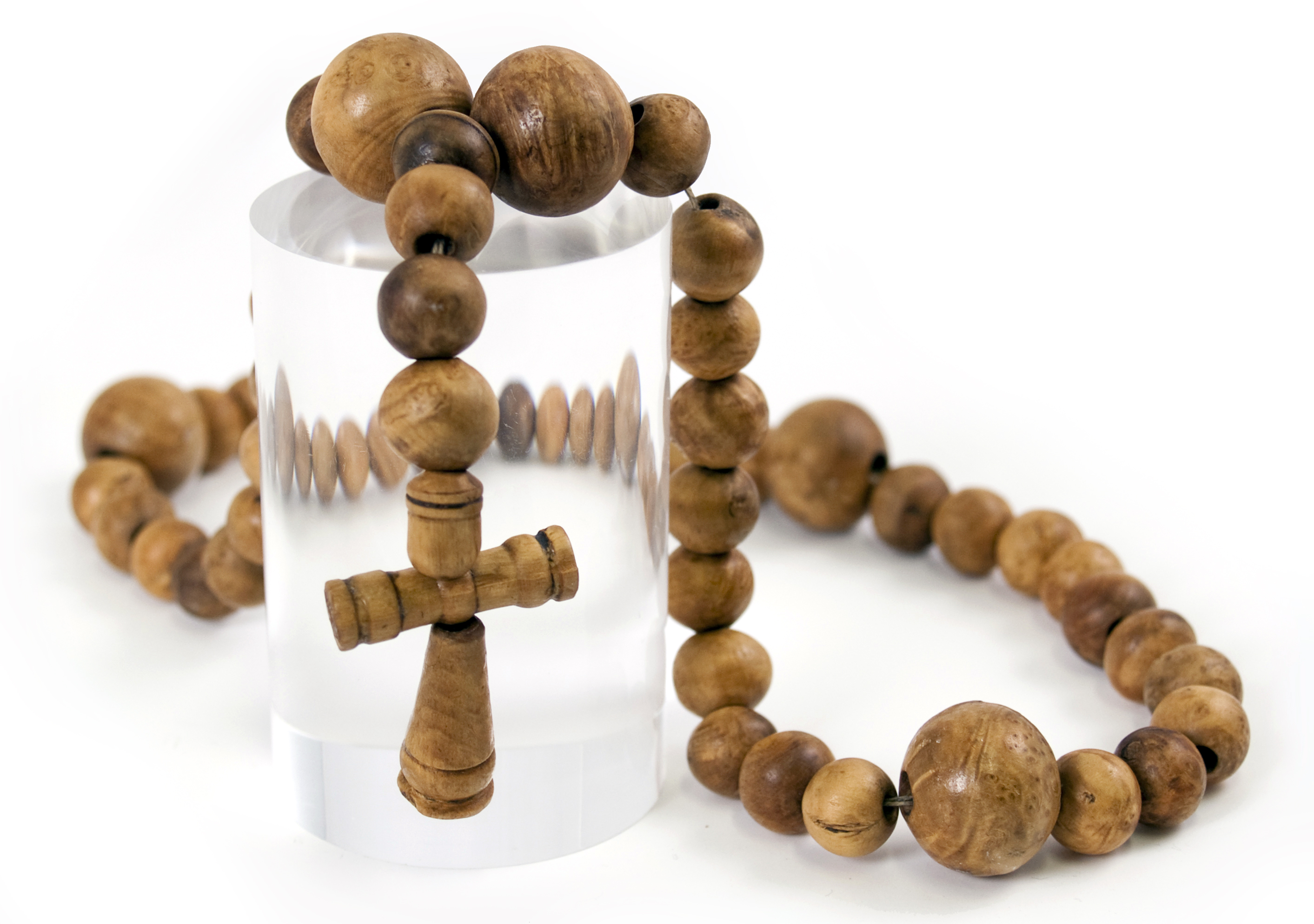
Hölzerner Rosenkranz, gefunden auf der Mary Rose (England, 16. Jhd.)

Es wurden rund 19.000 Gegenstände aus dem Wrack geborgen. Besonders aufschlussreich sind die Funde an Langbögen auf diesem Schiff. Nach der Bergung des Wracks wurden insgesamt 137 Langbögen gefunden, die vermutlich aus italienischer und spanischer Eibe gefertigt waren. Die Langbögen wiesen eine Länge von 187 bis 211 Zentimeter auf. Die Durchschnittslänge betrug 198 Zentimeter. Das Zuggewicht der einzelnen Bögen variierte sehr stark. Die leichtesten Bögen wiesen ein Zuggewicht von 100 Pfund auf. Ein Langbogen besaß ein Zuggewicht von 185 Pfund. Man ist der Überzeugung, dass es sich bei den Bögen tatsächlich um einsatzfähige Exemplare handelte.
Die Kabine auf dem Hauptdeck unterhalb des Achteraufbaus wird dem Schiffsarzt zugeschrieben, der gleichzeitig auch Barbier war. Dieser war gut ausgebildet und kümmerte sich um Gesundheit sowie Wohlergehen der Mannschaft. Eine intakt aufgefundene hölzerne Kiste enthielt mehr als 60 Objekte, die mit der medizinischen Aufgabe des Schiffsarztes zusammenhingen: Holzgriffe eines kompletten Satzes chirurgischer Instrumente und Rasierklingen (allerdings ist keine der Stahlklingen erhalten geblieben), eine Kupferspritze zur Behandlung von Wundentzündungen und Gonorrhoe und sogar eine handwerklich geschickt hergestellte Flasche, mit der geschwächte Patienten gefüttert werden konnten. Weitere Objekte wurden um die Kabine herum gefunden; so zum Beispiel Rasierschalen und Kämme. Mit dieser großen Auswahl von Instrumenten und Medikamenten konnte der Schiffsarzt Knochenbrüche richten, Amputationen ausführen und akute Verletzungen kurieren, eine Vielzahl von Krankheiten behandeln und der Mannschaft einen niedrigen Standard an Körperpflege ermöglichen.